# 中深川站
中深川站（日语：／ Naka-Fukawa eki */?）是位於廣島縣廣島市安佐北區深川五丁目24番14號，西日本旅客鐵道（JR西日本）的藝備線車站。

## 歷史
- 1923年（大正12年）12月8日 - 藝備鐵道（日语：芸備鉄道）開設臨時停留場。
- 1924年（大正13年）9月20日 - 升級至車站。
- 1937年（昭和12年）7月1日 - 藝備鐵道被國有化，備中神代站至廣島站之間成為藝備線。此站成為藝備線車站。
- 1948年（昭和23年）5月10日 - 開始小型行李起卸業務[1]。
- 1971年（昭和46年）12月20日 - 成為無人車站（簡易委託）。[2]
- 1987年（昭和62年）4月1日 - 伴隨國鐵分割民營化，車站由西日本旅客鐵道（JR西日本）營運。
- 2000年（平成12年）- 中止簡易委託，不再委托販賣車票。
- 2007年（平成19年）
  - 8月 - 設置供ICOCA使用的IC卡專用機。
  - 9月1日 - 此站可以使用IC卡「ICOCA」。

## 車站構造
車站是一座地面車站，設有1面1線的單式月台，往廣島方向的列車會開啟右邊車門。此站沒有車站大樓，車站出入口直接連接月台。在月台設有候車室。
此站是由廣島站管理的無人車站。此站設有自動售票機和直立式IC卡閘機。
此站位於JR特定都區市內制度中，「廣島市內」的車站，此站可以使用ICOCA。

## 使用狀況
根據「廣島市統計書」和「廣島市勢要覧」，以下為使用人次。
| 年度               | 1日平均 乘車人次 | 1年總 乘車人次 | 定期票 人次 | 普通票 人次 |
| ------------------ | ---------------- | -------------- | ----------- | ----------- |
| 1968年（昭和43年） | 437.2            | 319,181        | 263,778     | 55,403      |
| 1969年（昭和44年） | 403.9            | 294,880        | 242,950     | 51,930      |
| 1970年（昭和45年） | 391.5            | 285,796        | 231,782     | 54,014      |
| 1971年（昭和46年） | 407.4            | 298,240        | 242,082     | 56,158      |
| 1972年（昭和47年） | 367.5            | 268,297        | 221,218     | 47,079      |
| 1973年（昭和48年） | 386.1            | 281,869        | 228,384     | 53,485      |
| 1974年（昭和49年） | 442.2            | 322,770        | 254,978     | 67,792      |
| 1975年（昭和50年） | 442.9            | 324,228        | 243,690     | 80,538      |
| 1976年（昭和51年） | 378.3            | 276,177        | 195,274     | 80,903      |
| 1977年（昭和52年） | 365.3            | 266,667        | 191,216     | 75,451      |
| 1978年（昭和53年） | 327.6            | 239,168        | 179,302     | 59,866      |

| 年度                | 1日平均 乘車人次 |
| ------------------- | ---------------- |
| 1979年（昭和54年）  | 302              |
| 1980年（昭和55年）  | 337              |
| 1981年（昭和56年）  | 368              |
| 1982年（昭和57年）  | 353              |
| 1983年（昭和58年）  | 371              |
| 1984年（昭和59年）  | 349              |
| 1985年（昭和60年）  | 342              |
| 1986年（昭和61年）  | 325              |
| 1987年（昭和62年）  | 351              |
| 1988年（昭和63年）  | 356              |
| 1989年（平成 元年） | 361              |
| 1990年（平成02年）  | 364              |
| 1991年（平成03年）  | 381              |
| 1992年（平成04年）  | 365              |
| 1993年（平成05年）  | 330              |
| 1994年（平成06年）  | 327              |
| 1995年（平成07年）  | 316              |
| 1996年（平成08年）  | 343              |
| 1997年（平成09年）  | 351              |
| 1998年（平成10年）  | 369              |
| 1999年（平成11年）  | 391              |
| 2000年（平成12年）  | 376              |
| 2001年（平成13年）  | 352              |
| 2002年（平成14年）  | 346              |
| 2003年（平成15年）  | 341              |
| 2004年（平成16年）  | 352              |
| 2005年（平成17年）  | 348              |
| 2006年（平成18年）  | 360              |
| 2007年（平成19年）  | 376              |
| 2008年（平成20年）  | 381              |
| 2009年（平成21年）  | 395              |
| 2010年（平成22年）  | 389              |
| 2011年（平成23年）  | 395              |
| 2012年（平成24年）  | 393              |
| 2013年（平成25年）  | 384              |
| 2014年（平成26年）  | 388              |
| 2015年（平成27年）  | 403              |
| 2016年（平成28年）  | 426              |
| 2017年（平成29年）  | 412              |
| 2018年（平成30年）  | 340              |

乘車人次圖表

## 車站周邊
- 高陽新城（日语：高陽ニュータウン）
- 廣島中深川郵局
- 廣島市立高陽中學
- 廣島市立深川小學
- 廣島市立龜崎中學（日语：広島市立亀崎中学校）
- 廣島市安佐北區公所高陽出張所
- 廣島縣立廣島特別支援學校（日语：広島県立広島特別支援学校）
- 廣島縣立高陽東高等學校（日语：広島県立高陽東高等学校）
- Across Plaza高陽
- 「高陽中學校前」巴士站
  - 廣島交通（日语：広島交通） 深川台線
  - 廣交觀光（日语：広交観光） 井原市-玖村橋（舊雲藝南線)
  - 廣島巴士（日语：広島バス） 29號線 高陽-溫品線
  - 中國JR巴士 雲藝南線 廣島-研創前

## 相鄰車站
西日本旅客鐵道（JR西日本）
 藝備線
■快速「三次快車」
通過
■普通
上深川（JR-P08）－中深川（JR-P07）－下深川（JR-P06）

## 注腳
1. ↑  「運輸省告示第143号」『官報』1948年5月07日（國立國會圖書館數碼化收藏）
2. ↑  日本國有鐵道公示S46.12.20公492

## 外部連結
- 中深川｜車站資訊：JR出門網 - 西日本旅客鐵道（日語）